# Викторијина земља
Викторијина земља је део Антарктика између Росовог мора, Јужног океана и француског сектора на Антарктику тј. измеђе 142° и 170° ИГД и 78° ЈГШ. 
У обалском делу планински ланци су дуги више од 2.000 м, грађени су од гранита и шкрињаца, са највишим врхом Маркхам 4.572 м. У унутрашњости до 2.500 м је висока ледом покривена висораван. Пред обалом су групе острва, међу којима је Росово острво са вулканима Еребус (3.794 м) и Терор (3.230 м). Клима је поларна, а вегетацију чине маховине и лишајеви само у приобалном појасу.
Викторијину земљу открио је 1841. Џејмс Кларк Рос. Територија припада аустралијском и новозеландском сектору
71° 15′ S 163° 00′ E / 71.250° Ј; 163.000° И